# Coccothrinax scoparia
Coccothrinax scoparia es una especie de palmera endémica de Haití.
Henderson y otros (1995) considean C. scoparia es un sinónimo de Coccothrinax miraguama.

## Descripción
Es una atractiva palmera, de tamaño medio, solitaria que alcanza los 12 metros de altura, con una superficie plana, rígida. Es muy similar en apariencia a C. miraguama, de la que algunos autores estiman que es sinonimia, la principal diferencia es que esta especie tiene considerablemente más delgadas las pinnas.

## Taxonomía
Coccothrinax scoparia fue descrita por Odoardo Beccari y publicado en Repertorium Specierum Novarum Regni Vegetabilis 6: 95. 1908.
Etimología
Coccothrinax: nombre genérico que deriva probablemente de coco = "una baya", y la palma Thrinax nombre genérico.
scoparia: epíteto latino que significa "como una escoba".